# Antonia Mayr
Antonia Mayr (ur. 8 września 1949 w St. Johann im Pongau) – austriacka saneczkarka, dwukrotna uczestniczka zimowych igrzysk olimpijskich.

## Kariera
W 1972 roku po raz pierwszy wystąpiła w zimowych igrzyskach olimpijskich. W Sapporo wystartowała w konkursie jedynek saneczkarskich i zajęła czternaste miejsce. Cztery lata później, na igrzyskach w Innsbrucku, w tej samej konkurencji była piąta ze stratą 0,739 s do zwyciężczyni zawodów, Margit Schumann.

## Igrzyska olimpijskie
| Miejsce | Data            | Miejscowość | Konkurencja | Ślizg 1 | Ślizg 1 | Ślizg 2 | Ślizg 2 | Ślizg 3 | Ślizg 3 | Ślizg 4 | Ślizg 4 | Łącznie  | Strata | Zwyciężczyni      |
| Miejsce | Data            | Miejscowość | Konkurencja | Czas    | Miejsce | Czas    | Miejsce | Czas    | Miejsce | Czas    | Miejsce | Łącznie  | Strata | Zwyciężczyni      |
| ------- | --------------- | ----------- | ----------- | ------- | ------- | ------- | ------- | ------- | ------- | ------- | ------- | -------- | ------ | ----------------- |
| 14.     | 4–7 lutego 1972 | Sapporo     | jedynki     | 46,15   | 12.     | 46,36   | 11.     | 45,97   | 11.     | 46,12   | 17.     | 3:04,60  | 5,42   | Anna-Maria Müller |
| 5.      | 4–7 lutego 1976 | Innsbruck   | jedynki     | 42,949  | 4.      | 42,812  | 6.      | 42,633  | 5.      | 42,966  | 6.      | 2:51,360 | 0,739  | Margit Schumann   |